# Nagy Sándor (festő)
Nagy Sándor (Németbánya, 1868. május 18. – Gödöllő, 1950. március 14.) magyar festő és grafikus. Annak a művésztípusnak a megtestesítője volt, aki az anakronizmust is vállalva, hűséggel kitartott az ifjúkorában megtalált eszmények mellett. A szecesszió programjának megfelelően a művészet több ágát is művelte. Körösfői-Kriesch Aladárral a gödöllői művésztelep egyik alapítója. A művésztelep az angol Arts and Crafts mozgalom („művészetek és mesterségek mozgalma”) szellemisége nyomán hozták létre a gödöllői művésztelepet, amelynek működése a művészetek és a mesterségek tradicionális egységén alapult. Kettejük erőfeszítései és művészeti elképzelései alakították ki ennek a magyar szecesszió szellemében létrejött egyetlen szervezett társulásnak az arculatát. Ruskin nyomán vallották, hogy „az élet minden megnyilatkozásának művészi tartalmat kell adni", s hittek a művészet életújító, megtisztító szerepében.

## Életpályája

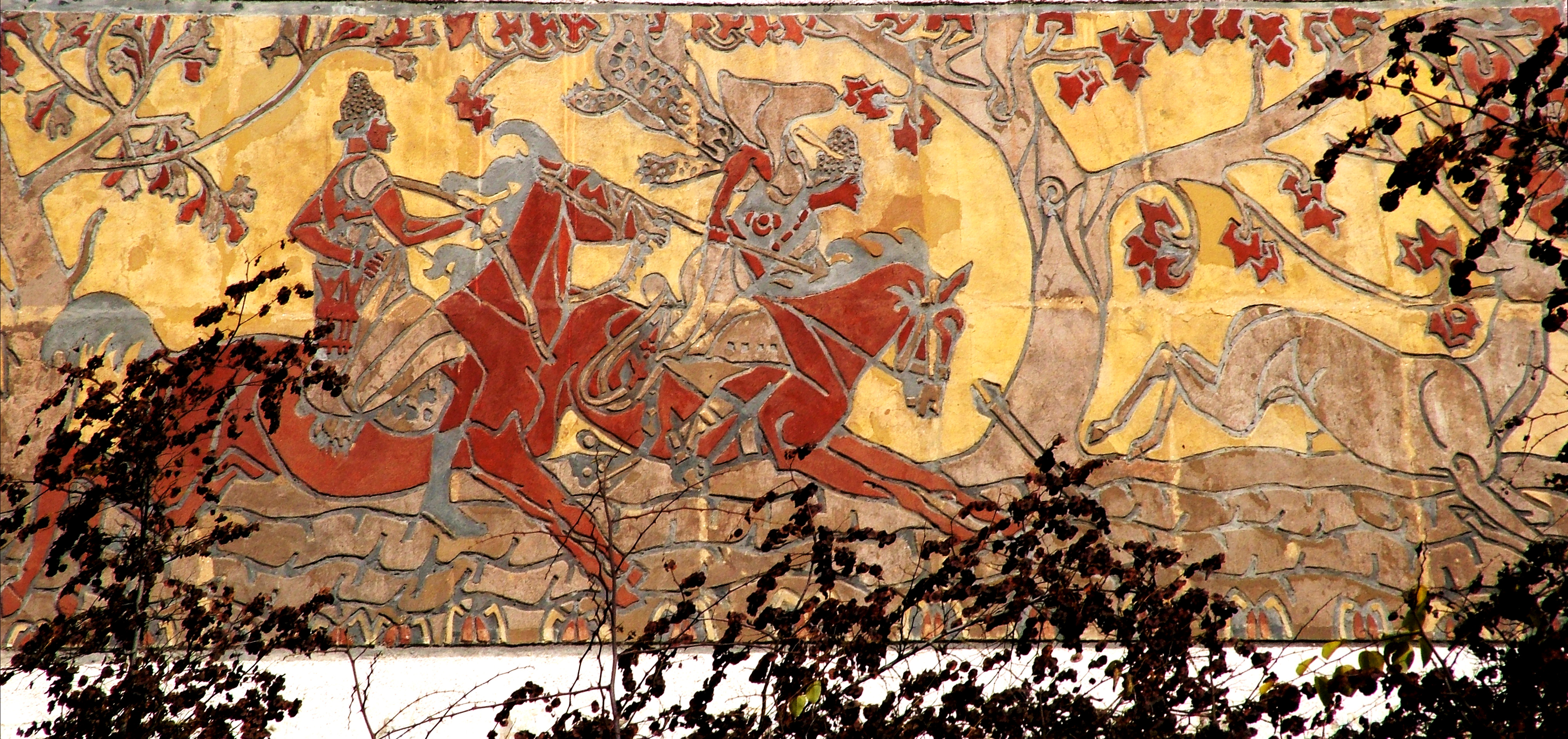
Nagy Sándor: A csodaszarvas üldözése. Sgraffito (Veszprém, színház)

Nagy Sándor 1868. május 18-án a Veszprém vármegyei Németbányán született. Apja Nagy Imre gazdatiszt volt, anyja Molnár Mária. Mivel pusztán laktak és így nem tudott volna iskolába járni, igen korán elkerült hazulról: Veszprémben, Győrött és Budapesten tanult. Két évig az Országos Mintarajziskolában Székely Bertalan kedvelt tanítványa volt. (Székely őneki írta a művészetfelfogását és moralizálást tükröző leveleit, amelyekben a művészet embernevelő szerepét hangsúlyozta, s ezek Nagy Sándor művészetében termékeny talajra találtak.) Székely késői műveinek dekorativitása, „színes, vonalas új beszédje" is a tanítvány művében teljesedett ki.
1890-től két évig ösztöndíjas Rómában. Későbbi írásaiból főként  a kalandos utazások, a bohém nemzetközi társaság mindennapi élete felől olvashatunk. A Palazzo Veneziában osztrák és magyar festőkkel élt együtt: (Rudolf Pacher, Troll, Paczka Ferenc, Balló Ede, Körösfői-Kriesch Aladár voltak a társai. Utóbbival itt kötött életre szóló barátságot. Együtt tanulmányozták a plein air festésmódot, valamint a preraffaelitákkal  újra az érdeklődés középpontjába került olasz kora reneszánsz mestereket.
1892-ben Párizsba indult, s beiratkozott a Julian Akadémiára, ahol korábban már több magyar (Ferenczy Károly, Csók István, Iványi-Grünwald Béla) is megfordult. Ezidőben Rippl-Rónai József és Mednyánszky László tartózkodott Párizsban. Az itt töltött időt a 20-as években készített “Párizsi Emlékek” című tollrajz-sorozatában idézte fel újra, a világ minden részéről ide sereglett fiatal festők bohém világát, diákbálok forró hangulatát. Később azt írta, hogy a rue de Copenhague 8. sz. alatti műtermében, a művészet feladatát kutatva elmerült Tolsztoj és az evangéliumok olvasásába. A francia szecesszió, az „art nouveau" egyik legjelentősebb fóruma, az Art et Décorotion folyóirat által meghirdetett plakátpályázaton sikeresen szerepelt. Rajzainak lendületes, merész vonaljátéka már elárulja a tanulótársak által is elismert rendkívüli rajztehetségét.
Személyiségére – a korszak népszerű és hatásos mozgalmai közül – elsősorban a Rose Croix (Rózsakeresztes)-csoport tevékenysége volt jelentős. Erre Mednyánszky hívta fel a figyelmét, misztikus-szimbolikus tartalmakkal telített formanyelvük közelebb állhatott Nagy Sándorhoz, mint a gauguini szintézis vagy a Nabis-mesterek újszerű festőisége. Párizsban a preraffaeliták kiállításai nagy sikert arattak. Tulajdonképpen Nagy Sándor is itt ismerkedett meg a mozgalommal: William Morris és Burne-Jones művészetével. A preraffaelitákat Körösfői-Kriesch Aladár és a későbbi gödöllői művészek is fő példaképként tekintették. Párizs nagy barátságkötések színhelye is volt. Itt ismerte meg Leo Belmontét, aki később Gödöllőn a szövőiskola legjobb kivitelező mestere lett.
A párizsi évek során többször hazatért vakációra Boér Jenő diódi kúriájára, ahol Kriesch nyaranta dolgozott. Itt ismerkedtek meg a magyar századforduló művészeire oly nagy hatást gyakorló erdélyi népművészettel. 1897-ben Tudor-Harttal együtt járták be Erdélyt, aki az angol háziipari mozgalomra hívta fel figyelmüket.
A párizsi évek meghasonlással végződtek. A pezsgő művészeti élet, a törekvések sokfélesége „bábeli zűrzavar" érzését keltették benne. Bár visszaemlékezéseiben csupán morális meghasonlásról ír, műveiben azonban a miszticizmussal szorosan összefonódott szimbolista hatások erősen érezhetők. 1900-ban, hétévi párizsi tartózkodás után, Ráth György hívására – aki az 1900-as párizsi világkiállítás magyar anyagának előkészítésével bízta meg – végleg hazatért. Hazatérését követően 1902. július 5-én Budapesten feleségül vette Kriesch Aladár húgát, Laurát. Veszprémben telepedtek le, s ekkortól számítható Nagy Sándor szecessziós művészegyéniségének kibontakozása. A William Morris (1834–1896) által először megvalósított új művész-kézműves ideálnak sajátja a sokoldalúság volt. Nagy Sándor is szinte minden műfajban dolgozott. Hosszú élete során grafikával, freskófestéssel, plakettmintázással, üvegablak tervezéssel, bútor, bőrtárgyak és faliszőnyeg tervezésével egyaránt foglalkozott.
A művészet megújításának vágya nála is összekapcsolódott az élet „esztétizálásának", és a művészet embernevelő, társadalmat formáló feladatának gondolatával. Ez az etikai igényesség és tartalom szokatlanul erőteljesen jelentkezett nála. Ezért -  a tartalom elsődlegessége következtében – művei sokszor irodalmias, illusztratív jellegűek, formálásuk nehézkes, s kompozíciójukat nem mindig sikerült dekoratív egységbe foglalni.
A gödöllői telep, amelynek szervezése 1902-től kezdődött, széles körű tevékenységének éltető közegévé vált. Körösfői-Kriesch Aladár megvásárolta a németeleméri gyár szövőszékeit, s Guillaume Margit szövőnőt is Gödöllőre hívta. Nagy Sándor pedig megnyerte Leo Belmontét, egykori társát, aki a párizsi tanulmányai után 1905-ben családjával együtt hosszú időre itt talált otthonra. Nagy Sándorék a Medgyaszay István építész tervezte műteremházuk befejezésekor, 1907-ben költöztek át Veszprémből Gödöllőre. A telep életének és mindennapjainak formálói Körösfői-Kriesch Aladár és Nagy Sándor voltak. Kriesch Ruskin nyomán kialakított művészeti nézetei és Nagy Sándor tolsztojanizmusa szellemi egységbe fogta az itt élő és ide látogató művészek baráti társaságát. Céljuk nem valamely festői módszer kimunkálása, hanem egy sajátos erkölcsi-esztétikai elveken nyugvó közösségi élet kialakítása volt. Itt a szövőiskola volt a központ, de a faliszőnyeg-tervezés mellett minden más műfaj is otthonra talált körükben. A különböző felfogásokat képviselő alkotókat – és rendszeres művészlátogatóikat – összekapcsolta egy általánosnak nevezhető dekoratív stilizálásra való törekvés és a népművészeti inspiráció befogadása.
1909 fontos dátum a gödöllői telep életében. A Nemzeti Szalonban rendezett csoportkiállításukon a nagyközönség is megismerte az itt dolgozó művészeket és alkotásaikat. Körösfői-Kriesch Aladár és Nagy Sándor mellett Zichy István, Raáb Ervin, Undi Carla, Juhász Árpád és Sidló Ferenc szerepelt még a kiállításon. Kialakult a későbbiekben is mindig visszatérő jelzőjük: „magyar preraffaeliták". Az ünnepélyes bemutatkozás után folytatódtak a kolónia és a szövőiskola hétköznapjai. Az egykor ott jártak emlékezései  szerint a szövőnők, az Iparművészeti Főiskola néhány szövést tanuló hallgatója s az itt lakó vagy ide látogató művészek ideális közösséget alkottak.
A húszas években Nagy Sándor a posztszecesszió vezető mestere volt. Több kiállításon sikerrel szerepelt, így a lipcsei nemzetközi kiállításon (1927-ben), a firenzei grafikai kiállításon (1928-ban). 1927-es londoni bemutatkozásán, valamint 1931-es műcsarnokbeli gyűjteményes kiállításán gazdag és változatos életművének nagy része a nyilvánosság elé került. A húszas és harmincas években készült, többnyire elpusztult freskói azonban stílusának megmerevedését, akademizálódását mutatják (Horthy Miklós-kápolna, Ferenc József kollégiumi kápolna oltárfala). A korabeli kritika kiemelte a gödöllői volt premontrei főgimnázium számára készült „Hadak útján” című faliképét, amelyen visszatért korábbi műveinek időtlen-legendás fogalmazásmódjához.
A művésztelep további fejlődésének az első világháború vetett véget. Lakói szétszóródtak. Leo Belmonte családjával együtt visszatért Franciaországba. Körösfői-Kriesch Aladár és Nagy Sándor a háború alatt az 1914-ben alakult Céhbeliek társaságának alapító tagjai közé tartozott. A háború vége után a gödöllői telepet nagy veszteség érte, 1920-ban meghalt Körösfői-Kriesch Aladár. Tanítványai és a Gödöllőre visszatérő Remsey Jenő új társaságokat szerveztek, amelyekben Nagy Sándor már nem vett részt; a posztszecessziónak az előbbiekkel rokon, de saját útját folytató mestere maradt.
Feleségével tovább vezették a szövőműhelyt. Szőnyegeikben megőrizték a megmunkálás gondosságát, a növényi festékek színösszhangjának finomságát. Hazai megrendelés híján sokat dolgoztak külföldre. A figurális szőnyegek száma megcsappant. Kiemelkedik közülük az „Assisi Szent Ferenc és az Eucharisztikus kongresszus” tiszteletére készült gobelin.
A háborús évektől Nagy Sándor művészetében egyre nagyobb szerepet játszott az akvarell és a pasztell. Alapító tagja volt a Magyar Akvarell- és Pasztellfestők-, továbbá a Magyar Grafikusok Egyesületének. A húszas évek második felétől, a nagybányai hagyományhoz kapcsolódó posztimpresszionista mesterekhez hasonlóan, fényproblémák foglalkoztatták. Akvarelljeiben friss természetélmény és misztikus hangulatok rögzítődtek. Kezdettől hirdetett tanító-oktató programjának jelentős fejezetét alkotta főiskolai tanársága. 1934-ben hívta meg a Képzőművészeti Főiskola, s tíz éven át tanította itt a freskófestés Cennino Cenni -  és Kriesch-féle módszerét, valamint a gobelin- és mozaikkészítést. Grafikája ebben a korszakban is meglepetésekkel szolgál. A „Párizsi emlékek” és „a Szerelem”-ciklus összefüggő lapjain a századvég tartalmi-formai problémáihoz tért vissza, felújítva korábbi törekvéseit.
A második világháború idején hitet tett az egyetemes európai kultúra s annak – még ha némiképp anakronisztikusan is, de megőrzött – harmonikus világképe mellett. A pesterzsébeti freskók (1938–1941), valamint az 1942 és 1943 között készült hatalmas méretű „csornai plébániatemplombeli freskó” igazi értékét is csak akkor mérhetjük fel, ha átérezzük a bennük megtestesülő morális példaadás jelentőségét.
Még a pesterzsébeti templom kifestése előtt készültek el a „pacsirtamezei templom üvegablaktervei”, de itt a falfestményeket már tanítványa, Vandrák Irén fejezi be 1946-ban. Nagy Sándor ez évtől komolyan betegeskedett. Dolgozni nem tudott, támogatást nem kapott, s így néha orvosságra sem telt. 1950. március 14-én bekövetkezett halálának hírét még a napilapok sem közölték. Gödöllőn temették el.

## Művészete
Nagy Sándor korai munkáit követően, a Gödöllőre költözése új fejezetet nyitott művészetében. Munkái az úgynevezett „magyaros szecesszió" legjelentősebb fejezetét alkotják. Irsaiban és műveiben két oldalról közelítette meg a magyar századforduló szellemi életének e központi problémáját. Az új magyar művészet megteremtésének útjait egyrészt a szimbólumalkotás magyar és egyetemes jellegének összekapcsolásában, másrészt a hazai historizmus már meglevő tartalmának és formavilágának dekoratív-szimbolikus átdolgozásában látta. Ehhez kapcsolódott a már említett népművészet-értelmezés, amely szerint a népművészet „szellemének", derűjének, színességének és formakincsének beépítése a feltétele egy minden művészeti ágat átfogó, nemzeti és egyetemes stílus kialakításának. ízig-vérig szecessziós művész lévén, számtalan műfajban tevékenykedett, mondhatni kísérletezett, s tapasztalatait folyamatosan átplántálva építette be műveibe.

### Falképek
Az úgynevezett magyaros szecesszió fénykorában, a tízes években készültek Nagy Sándor monumentális falképegyüttesei. Hatalmas megbízásokat teljesített. A jelentős munkák sorozatát csak 1911-es görögországi utazása szakította meg rövid időre.
A „Szent Imre-kollégium kápolnájának falfestményei”-ben még gótikus alapformákhoz tért vissza, de a „középkori" motívumokat átformálta.
A „kassai dóm Rákóczi-pályázatán” is részt vett. Preraffaelita szellemű, lovagvilágot idéző terve azonban nem talált tetszésre a neobarokk felfogást előnyben részesítő bíráló bizottságnál.
Fieber Henrik közbenjárására kapta első nagyobb szabású egyházi megrendelését, a „temesvári szeminárium-kápolna egyik freskójá”-nak (a másikat Kriesch tervezte) „és üvegablakai”-nak elkészítését. A freskók dekoratív, vonalas stílusa, a szimbolikus megfogalmazás új hangot jelentett az akadémikus hagyományokhoz erősen ragaszkodó egyházművészetben.
Az 1910-ben már készen álló „Regnum Marianum-kápolna szentély”-ébe egyszerű, szimmetrikus felépítésű kompozíciót készített.
- Lipótmezei kápolna muráliái
- Pesterzsébet plébániatemplom freskói
- Pacsirtamező üvegablakok mellett muráliák
- A csornai plébániatemplom szentélyfreskója és részletei

### Rajzok és illusztrációk
1904-ben készített rézkarcsorozata, amely a „Fantázia-Iáz”, a „Zseni és a Zarathustra” című lapokból áll, a bonyolult gondolati tartalmakat közvetíteni kívánó modern magyar grafika nyitó fejezetét alkotja.
A korai jelentős rézkarcok közé tartozik a „Tűzhely”. A gödöllőiek életprogramját, „a művészet virágának nevelését" fogalmazta meg ebben a rézkarcban is, amely indázó, a szerves növekedést idéző, ugyanakkor a részletező leírást is kedvelő vonalművészetének jellegzetes alkotása.
Korai veszprémi éveinek legjelentősebb alkotása a gödöllői telepet pártfogoló „Koronghi Lippich Elek verseihez készített illusztrációk”. Ebben a verseskötetben, bár tipográfiailag nem teljes sikerrel, először valósult meg a Magyarországi könyvművészetben a szecesszió teljességkövetelménye a: törekvés a borító, a címlap, a fejlécek, a záródíszek, az iniciálék, az illusztrációk és a szöveg szoros gondolati és formai egységének megteremtésére. A Koronghi-illusztrációkban felbukkanó, szélesen kiterülő, indázó vonaljáték korai műveinek jellegzetessége.
A korai grafikák mellett az ex librisek említése szükséges. A tulajdonos személyére való utalások tematikus gazdagsága, a rajz részletező finomsága Nagy Sándort e műfaj egyik legjelesebb mesterévé tette.
A filozófiai kérdések iránti fogékonyságának egyik első jelentős példája a “Tovább, tovább”… című, négy életformát megjelenítő tollrajzsorozat volt. A négy tollrajzot ciklusba fogta össze. A hatalom, majd a művészet világából és a falu nyomorából a természetbe menekülő emberpárban egy, a későbbi művekben is többször felbukkanó gondolatát fogalmazta meg először: az erkölcsi és szellemi megtisztulás keresését s a panteisztikus természetélményben való feloldódást.
- Ady illusztrációk!

A fő társadalmi kérdések iránti érdeklődésének bizonyítékai a Népszava Naptára számára készített fejlécek és a század eleji szocialista líra műveihez készített illusztrációk is („Csizmadia Sándor: Küzdelem”, „Várnai Zseni: Gracchusok anyja”).
Műveiben gyakran felbukkan a család, az anya és a gyermek általában tájba helyezett ábrázolása. A feleségével közösen készített gyermekkönyv-illusztrációk az akkoriban legjelentősebb mesekönyv-illusztrátorok, Arthur Rackham, Walter Crane és Kate Greenaway műveihez állnak közel („Pintyőke-ciklus”, „Móka bácsi meséi”, „Tündérvilág a Városligetben”, „Hollók fája és egyéb mesék”).
Fantasztikum felé hajló s ugyanakkor irodalmias, illusztratív ábrázolásmódjának egyik legjellegzetesebb példája Inotay László felnőttek számára írt mesekönyvének, „A Napfiak meséi”-nek illusztrációsorozata.

### Bőrdíszmunkák
Elsősorban azok a bőrmunkái érdemelnek figyelmet, amelyeken vonalas, a részleteket finoman kidolgozó előadásmódja jól érvényesült. 
A torinói világkiállításon Fischhof Jenő kivitelezésében készült bőrmunkáival aranyérmet is nyert. Nemcsak a magyaros szecesszió felívelő hulláma, hanem a tolsztojanizmus is a népélet ábrázolása felé irányította figyelmét. Műveiben a népi téma tartalma kitágult, s szociális kérdésekkel is összekapcsolódott. Társadalomkritikáját bonyolult, szimbolikus formákban fogalmazta meg.
Bőrmunkáit (mint  faliszőnyegeit is) sokféle megoldás jellemzi. Az Ádám és Éva alakjával díszített bőrkeret hullámzó, lágy formáival, finom, részletező kidolgozásával a szecesszió általánosan elterjedt díszítőelemeinek magas szintű alkalmazását mutatja. De jellemzőbbek a csupán ornamentális dísszel készült könyvborítók. Bőrmunkáin jelent meg először a patakból ivó szarvasok és őzek a későbbiekben is sokszor felbukkanó motívuma.

### Festmények
A próféta-téma az 1900 körül készült „Mester, hol lakol?” vagy „Rabbi, hol lakol?” című temperaképén jelent meg először, s ebben saját megújulási vágyát fogalmazta meg.
„Szocialisztikus festésének” csúcspontja a „Marokszedők” című temperafestménye, amelyet Londesz Elek „a kommunista manifesztum jelképes illusztrációjá”-nak nevezett. A démon-istenséget szolgáló hatalmasok és az aratók közötti ellentétet elbeszélő jelleggel mutatja be.
A századforduló jellegzetes, a városból a szabadba kivonuló festők telepeitől eltérően Gödöllőn a tájkép nem játszott jelentős szerepet. Mindemellett, az itt dolgozó művészek munkáin többször megjelent a gödöllői táj, akárcsak népművészeti gyűjtéseik fő színterének, Erdély tájain s az ottani emberek élete. A valkói templom, az erdélyi temetők és gödöllői kertek Nagy Sándor akvarelljeinek és pasztelljeinek is fő témái.
A rendkívül könnyed akvarellek színességével szemben a pasztellképein a sötét tónus uralkodik.A fekete vagy mélyzöld alapból kivilágító, pasztellkrétával rajzolt vonalak titokzatos légkört teremtenek. Fő jellemzőjük a rajzosság marad.
Táblaképei szinte kivétel nélkül újfajta, freskót idéző technikával készültek. A gesso-alapra (gipszkeverék) felrakott világos temperaszínek levegős, áttetsző hatásúak. A “Szent várakozás” című temperáján ez a színhatás a naiv, szinte vallásos áhítat megfogalmazásának eszköze.
Kevés számú temperaképe közül kiemelkedik még a “Kertünkben” és a “Szüleim”, amelyek legjelentősebb portréjának, a “Kettős arckép”-nek elődei.
A Kettős arcképen feleségét és magát, szoros együvé tartozásukat, a közös sorsvállalást szűkszavúan, kiforrott eszközökkel ábrázolta. Eltűnt a részletező, színes környezetleírás, amely előző táblaképeit jellemezte.
Gondolati tartalmában jellegzetes mű, az „Ave Myriam” című temperafestmény. A Zarathustra-rézkarc stílusát idéző lebegő, érzékeny vonalvezetés a mű szimbolikus-misztikus tartalmának közvetítője.

### Bútorok
A „Művészember otthona" elnevezést viselő, s a milánói kiállításon nagy sikert aratott intérieurjében a bútorok a parasztbútor szerkezeti és díszítésbeli jellegzetességeinek felhasználásával készültek.

### Szőnyegek és szövött kárpitok
A gödöllői művészek, így Nagy Sándor tevékenységének is jó részét lefoglalta a szövőiskola. Leo Belmonte és Guillaume Margit vezetésével már gödöllői parasztlányok szőtték Körösfői-Kriesch Aladár és Nagy Sándorék terveit. A geometrikus rendbe szorított, többnyire virág- és állatmotívumok stilizálásával kialakított szőnyegek közül a legtöbb torontáli szövéssel készült. Megoldásukon érezhető, hogy ismerték és például állították maguk elé a háziiparon alapuló svéd szövőegyesületek műveit. Frey Vilmát, egyik szövőnőjüket Morába küldték tanulmányútra, ahonnan díszítőmotívumokat és a növényi festékekkel való színezés receptjét hozta magával. .A figurális szőnyegeken kezdettől megtaláljuk a paraszti élet ábrázolását.
Nagy Sándor „Szénásszekér” címet viselő faliszőnyege Körösfői-Kriesch Aladár „Itatás” és Vaszary János „Juhász” témájú szőnyegeivel rokon.
Történeti és irodalmi ihletésű szőnyegtervei között a legsikerültebb az „Ildikó című faliszőnyeg”, amelyen a figurális és ornamentális elemeket a felületen dekoratív egységbe fogta.
Egy másik gobelinjén egy indiai színjáték főhősnőjének, „Sakuntaldnak” történetét dolgozta fel.
Nagy Sándor grafikusi karaktere, irodalmias-illusztratív felfogása minden művére rányomta bélyegét. „Fogadalom” című gobelinjét, amely Körösfői-Kriesch Aladár „Jó kormányosá”-val együtt a gödöllői telep szellemiségének jellegzetes megfogalmazása, faliszőnyeg-grafikának is nevezhetnénk.
Arany János műveinek témaköre a húszas években is elkísérte, s számos illusztrációt, ezenkívül üvegablaktervet  készített Arany János elbeszélő költeményei nyomán. „Toldi” feliratú faliszőnyege nyitotta meg a sort. A scherebeki technikával készült kárpit két jól elkülönülő részre oszlik. A felső tükörben kopjafák és stilizált növényi motívumok között jelenik meg Toldi emblémaszerűen, két farkas között ábrázolt figurája. A háttér bemutatja a helyszínt, a falusi udvarházat. Az alsó tükör egységesebb; a kopjafa és a stilizált virágmotívumok a felületen dekoratív mustrába szerveződnek. A Toldi-faliszőnyeg szimbólumvilága Körösfői „Kopjafák” szőnyegéhez áll közel.

### Üvegfestés

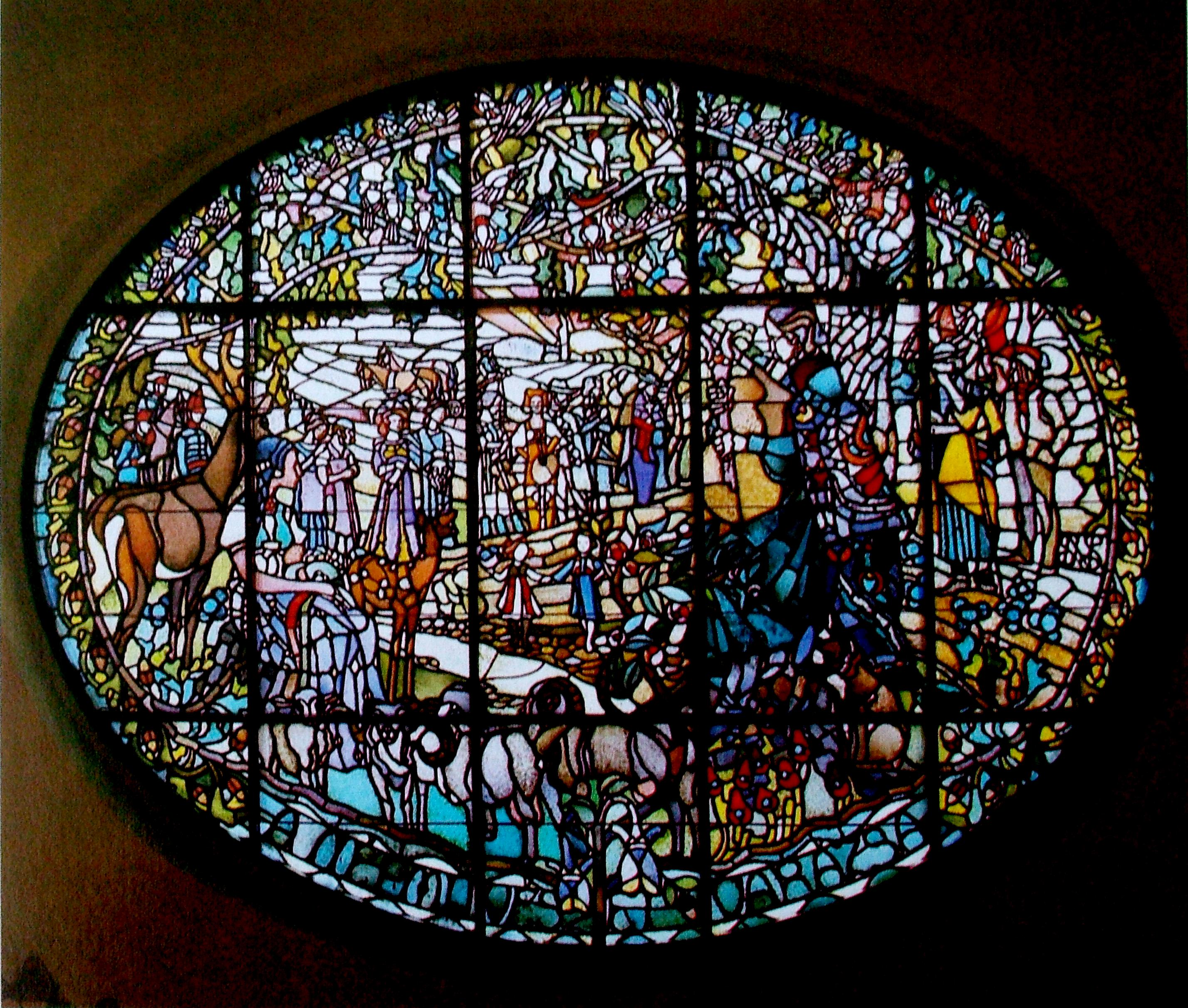
Veszprém, Petőfi Színház: Üvegmozaik

A Nemzeti Szalon számára Körösfői-Kriesch Aladárral közösen tervezett üvegablakokban a népművészeti ihletésű sorminta és a jellegzetes szecessziós növény- és állatornamensek sajátos egységet képeznek.
A magyar szecesszió legjelentősebb építészeti, képző- és iparművészeti együttesének, a tízes években létesített marosvásárhelyi Kultúrpalotának a kialakításában Körösfői-Kriesch Aladár és Nagy Sándor meghatározó szerepet játszottak. A „Magyarság háza" (Ady Endre) programja nemzeti értékeink újrafogalmazására, a népművészet formakincsének újszerű feldolgozására adott módot. Nagy Sándor és Thoroczkai-Wigand Ede székely népballadákat fogalmazott újjá a tükörterem üvegablakain. Nagy Sándor az általa tervezett négy üvegablakon „Júlia szép leány, Kádár Kata, Szép Salamon Sára és Budai Ilona” történetét dolgozta fel 3-3 képben. A Roth Miksa kivitelezésében megvalósított üvegablakokon a dekoratív színesség sem nyomja el a belső feszültség, a pszichológiai tartalom hatását. A balladák szélsőséges érzelmeket megfogalmazó világának, ég és pokol között vergődő hőseinek ábrázolásában Nagy Sándor a modern lélek kifejezője.
Kádár Kata triptychonján a vízben, a foszforeszkáló halak, vízililiomok, sások között, hosszú haja szövevényében úszó halott leány figuráját a víz hullámait követő vonaljátékkal rajzolta meg.
A Szép Salamon Sára-triptychon más érzelmi világot tükröz; a vörös-kéksárga-lila színcsíkok, szeszélyes vonalkígyók drámai küzdelem hordozói.
A “veszprémi színház üvegablakán” is szereplő tolsztoji ihletésű szántóvető, a grafikákon sokszor előforduló erdélyi gótikus templom motívuma a marosvásárhelyi üvegablakokon is megjelenik, szerves részévé válva Nagy Sándor sok forrásból merítő dekoratív vonal¬művészetének.
Üvegművészetének másik műve a misztikus törekvéseit összegező üvegablak-együttes a “lipótmezei kápolná”-ban, amelyet szintén Roth Miksa kivitelezett. A marosvásárhelyi üvegablakok befejezésének évében, 1913-ban kezdett dolgozni a kápolna hat, egyenként hat méter magas üvegablakának tervén. A kompozíciókat egységes zöldeskék tónus uralja, amelyet csak a gyertyák sárgája és a vörös végű ágak élénkítenek. A marosvásárhelyi ablakok színes sokrétűségével szemben nyugodt, szimmetrikus szerkesztés, erősen stilizáló rajzosság jellemzi őket. A szentélyben levő, a preraffaelita mesterek hatását is tükröző üvegablakokon Nagy Sándor a hagyományos vallási szimbólumok és a szecessziós virágornamentika egyesítését kísérelte meg.

### Szobrász kísérletek

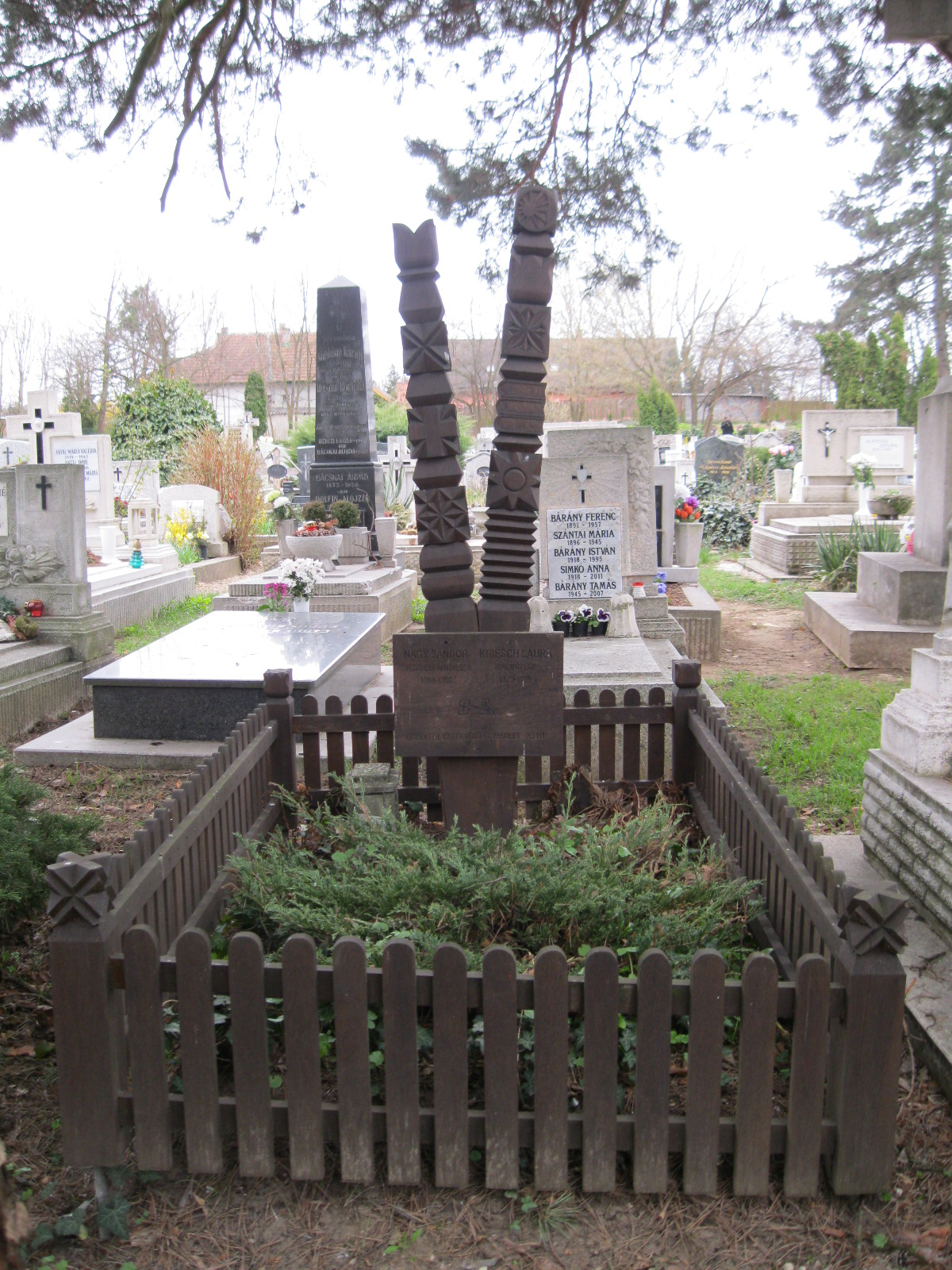
Kriesch Laurával közös sírja a gödöllői temetőben

### Irodalmi művei
- Mit regél a Notre Dame de Paris (Műcsarnok)
- Levelek a képirásról (Huszadik Század, 1903)
- A rajztanitásról (Kiadta Nadler Róbert festőművész)
- A modern oktatásról (Középisk. reform vitája. Huszadik Század, 1906)
- Ember Andris (Népművelés)
- Tolsztoj: Az életről. Nagy Sándor fordítása (Modern Könyvtár 36-37-38-39)
- Az élet művészetéről (Modern Könyvtár 1911)

Idézet
A művészet gyönyörű kitevője
az életnek, de az élet művészete,
az maga az élet. (Nagy Sándor)

## Kiállított művei

### Templomokban, kápolnákban
- Budapest: Lipótmezői kápolna 1913
- Budapest: Pesterzsébeti plébániatemplom, freskók, 1938–1941
- Budapest: Szent Imre kollégium kápolnája
- Budapest: Regnum Marianum kápolna (Damjanich utca 50., 1951-ben fölszámolták), szentélyfreskó
- Budapest: Szent Imre kollégium kápolnája
- Budapest: Piarista kápolna (Piarista utca 1.), Pirotti Szent Pompilius kenyeret oszt, 1934/1935[6]
- Csorna: Plébániatemplom, szentélyfreskó (Krisztus királysága, Liszt Ferenc vezényel), 1942/1943
- Mernye: piarista uradalmi székház kápolnája (1950-ben fölszámolták), főoltárkép (Kalazanci Szent József), üvegablakok (Sarlósboldogasszony, Kalazanci Szent József első és utolsó áldozása), 1926–1935
- Temesvár: Szeminárium kápolna
- Rakócziánum (Budapesti Krisztus Király templom), Keleti Károly utca
- Temesvári Papnevelde. Nyolc Boldogság üvegablakai, 1914

### Nyilvános középületeken
- Gödöllő: Premontrei főgimnázium
- Marosvásárhely: Kultúrpalota (Művelődési Ház)
- Veszprémi Petőfi Színház

## Emlékezete
Gödöllőn egy utcát neveztek el tiszteletére (Nagy Sándor köz), ahol egy emléktáblája is megtalálható. Feleségével közös sírja a gödöllői temetőben, szobra a Gödöllői Városi Múzeum előtt van.

## Adat- és szakirodalmi források

### Alapforrás(ok)
- Művészlexikon 3. k. – Budapest, Corvina K. 1994 – ISBN 963-13-3967-X
- Magyar Művészet 1919-1945 (Az MTA Magyarországi Művészet Története sor.köt. – Akadémiai K. Budapest, 1985 ISBN 963-05-2542-9
- R. Gellér Katalin: Nagy Sándor  -1978. Corvina K. Budapest – ISBN 963-13-0331-4 (További szakirodalommal)
- Gellér Katalin: Mester, hol lakol? Nagy Sándor művészete – Balassi K. Budapest, 2003
- Gellér Katalin: Magyarok a Julian Akadémián, 2017. (A kötet végén elolvashatjuk Nagy Sándor 1921-től folytatásokban megjelent Párisi emlékek című, rendkívül szórakoztató, a korszak művészeti kérdéseibe is beavató írását.)
- Vár Ucca Tizenhét folyóirat Nagy Sándor különszáma 1999/2.
- Encyclopedia Britannica Hungarica CD ver. 2005.
- Szerk.: A GOLDEN AGE – Hungarian art and society in 1896-1914 – (1990 C. the fine Arts  New York/Miami – ISBN 0 946 372 15 2) (Később magyarul, teljes tartalomhűséggel: A Magyar századforduló 1896-1914 címen – Corvina K. Bp. 1997 – ISBN 963-13-4442-8)

### További szakirodalom
- Beck Ö. Fülöp: A gödöllőiek. – Nyugat, 1909. II. évf. 22. sz. 527. old.
- Komádi István: Az Iparművészeti Múzeum szecessziós gobelinjei a  gödöllői művésztelep tükrében – (Az Iparművészeti Múzeum Évkönyvei; III-IV. 199, 69-80.
- Ruzsa György: Zur Kunst der ungarischen Wandteppiche im 20. Jahrhundert. – Ars decorativa, 1973, 169-155.
- Kiss Tamás: Veszprém: Megyeház–Színház–Múzeum – TKM Könyvtár OMF-VVT.Bp. 1988. (További bő szakirodalommal) – ISBN 963-555-680-2